# Prima guerra illirica
La Prima guerra illirica è stato un conflitto armato, durato dal 230 a.C. al 229 a.C., che vide gli illiri opposti allo Stato romano.

## Contesto storico
Nemmeno la vittoria nella prima guerra punica (241 a.C.) e le conquiste navali di Sardegna e Corsica (238 a.C.-237 a.C.) resero Roma una potenza tranquilla: poiché i pirati illirici spadroneggiavano da un capo all'altro del mare Adriatico, Roma si sentì in dovere di intervenire militarmente contro di essi.
D'altro canto, Roma si era ormai assicurata l'egemonia e quindi la responsabilità della sicurezza di tutti i mari circostanti l'Italia e non poteva ignorare o trascurare le provocazioni che le venivano inferte quotidianamente dagli illiri. Inoltre il Senato aveva interesse a proteggere le colonie romane di Rimini (fondata nel 268 a.C.) e di Brindisi (244 a.C.), al fine di non scontentare la popolazione locale, che in tal caso avrebbe potuto effettuare una ribellione.
Nel 230 a.C. il Senato inviò un'ambasceria di protesta alla regina degli Illiri, Teuta: l'assassinio (probabilmente ordinato dalla sovrana) di uno dei diplomatici fu visto dai senatori come una dichiarazione di guerra.

## La guerra
Estremamente irritato (e conscio di avere l'appoggio popolare), il Senato reagì in modo estremamente energico inviando contro gli illiri entrambi i consoli in carica nel 229 a.C., ovvero Lucio Postumio Albino e Gneo Fulvio Centumalo: al primo fu affidata la flotta, al secondo l'esercito terrestre.
Lo spiegamento di forze fu imponente: i due comandanti militari ebbero a disposizione duecento navi, ventimila fanti e duemila cavalieri.
Nella prima fase del conflitto avvenne il cambio di campo dell'avventuriero greco Demetrio di Faro: costui, inizialmente al servizio di Teuta, passò dalla parte dei romani e con essi conquistò Corcira (odierna Corfù); a conflitto ultimato, fu premiato dai romani che lo nominarono governatore delle isole della Dalmazia.
Nella seconda parte invece i consoli ridussero in loro potere Epidanno, oggi Durazzo, Issa e Apollonia, spingendosi velocemente fino a Scodra, oggi Scutari, portando il terrore nel territorio della regina: quest'ultima, allarmata dalla rapidità dei soldati romani, fu indotta a chiedere la pace. Al termine della guerra numerosi erano ora i regni ora le popolazioni "clienti" dei Romani: Apollonia, Corcyra, Epidamnus, Issa, Oricus, Dimale e il re "cliente" Demetrio di Faro.

## Conseguenze

### Le reazioni immediate
Il trattamento riservato agli illiri fu abbastanza severo. Teuta fu costretta a:
- lasciar libere le città greche e dalmate liberate dai romani
- pagare un tributo annuo a Roma
- impegnarsi ad assicurare che nessuna nave da guerra illirica e non più di due mercantili si spingessero oltre Lisso, oggi Lezhe (tra Scutari e Durazzo).

### L'impatto sulla storia
Al termine di questo conflitto Roma si affermava definitivamente nell'Adriatico, riuscendo ad annettersi alcuni luoghi nuovi. Come già ricordato, affidava a Demetrio il governo delle isole e delle coste dalmate (scelta di cui si pentirà, come dimostreranno i fatti che porteranno alla seconda guerra illirica) e rendeva suo tributario un regno prima considerato potentissimo.
Conseguenza indiretta della guerra fu l'affermazione dell'amicizia greco-latina: Roma acquistò molte simpatie presso le popolazioni greche le quali, consapevoli della sua potenza sempre crescente, cominciavano a considerarla come una loro protettrice. A dimostrazione di ciò, i romani furono invitati ai giochi istmici del 228 a.C.: fu Corinto a caldeggiare questa scelta, come manifestazione di gratitudine per aver liberato i mari dai pirati. Infine, Atene ammise i romani ai Misteri eleusini, equiparando così Roma non a una città barbara ma a una città greca.